# Niklesz Ildikó
Niklesz Ildikó (Balassagyarmat, 1957. október 10.) magyar bábművész, színésznő.

## Életpályája
Balassagyarmaton született, 1957. október 10-én. 1983-ban végezte el a Bábszínészképző Tanfolyamot. Pécsen, a Janus Pannonius Tudományegyetem Tanárképző Karán népművelés-történelem szakon 1984-ben kapott diplomát. 1981-től a Pécsi Nemzeti Színház Bóbita Bábszínház társulatában szerepelt. 1984-től az Állami Bábszínház tagja volt. Az 1990/91-es évadban Balajthy Andor-vándorgyűrű díjat kapott. 1986-ban Felszeghy Tiborral megalapította a Fabula Bábszínházat, amelynek ügyvezető igazgatója és színésze volt 2010-ig. Azóta az Ametist Bábszínház utazó társulatának vezetője, bábművésze. Rendezéssel is foglalkozik.

## Fontosabb színházi szerepei
- Károlyi Amy: Hófehérke és a hét törpe... Hófehérke
- Csorba Piroska: A virágfejű ember... Csingiling királyfi
- Heltai Gáspár – Giovannini Kornél: Az egér és az oroszlán... Julis egér
- Jan Lewitt – George Him – Urbán Gyula: Hupikék Péter... Hupikék Péter
- Szilágyi Dezső: Ezüstfurulya... Táltos
- Egykori vásári bábjátékok nyomán írta: Balogh Géza: Doktor Faust... Pucli, krampusz; Paprikajancsi mátkája; Kerge fúria
- Ignácz Rózsa – Sebő Ferenc: Tündér Ibrinkó... Mári
- Borisz Aprilov: Jegesmaci barátai... Csuiu
- Tarbay Ede: Kunkori és a kandúrvarázsló... Kalimpász

## Rendezéseiből
- Bodnár Zoltán – Bornai Szilveszter: A rút kiskacsa
- Bodnár Zoltán – Tamási László: Az igazi Mikulás
- Grimm fivérek: Hamupipőke
- Makktündér csodái
- A kék kutya története
- Borisz Aprilov: Jegesmaci barátai

## Televíziós munkáiból
- Árgyílus királyfi és Tündér Ilona (1985)